# منطقه حفاظت شده عین افک
منطقه حافظت شده عین افک یک منطقه حفاظت شده در دره زولون، اسرائیل است. این باتلاق‌ها و چشمه‌ها، سرچشمه رودخانه النعامین و همچنین محوطه باستانی تل افک را پوشش می‌دهد.